# Oíche chiún
Oíche chiún (istnieje również zapis Oíche chiúin, często również pod zapisem Oíche chiún (Silent Night)) – utwór Enyi, irlandzkiej wokalistki i kompozytorki. Jest on interpretacją kolędy „Cicha Noc” w języku irlandzkim. Nagrany na początku solowej kariery, utwór Enyi stał się z czasem jednym z najbardziej rozpoznawalnych wykonań kolędy na świecie. Wielokrotnie wznawiany w formie komercyjnej (jako osobny singel lub strona B singli wydawanych w okresie jesienno-zimowym), utwór nigdy nie znalazł miejsca na standardowej edycji studyjnych albumów Enyi aż do 2008 roku, gdy jego nowa aranżacja została zamieszczona na albumie And Winter Came.

## Historia nagrania i wydań

### Pierwsza wersja (1987/1988)
Pierwsza wersja utworu została nagrana w trakcie sesji nagraniowej albumu Watermark, w wersji a capella. Utwór ukazał się po raz pierwszy na wydanym w grudniu 1988 roku singlu „Evening Falls...”. Następnie był regularnie dodawany do innych singli jako strona B lub dodatkowy utwór. W 1989 został wydany w Japonii na osobnym singlu, przy okazji wydania pierwszej EP Enyi – 6 tracks. Trzy lata później, w 1992 roku osobne wydawnictwo „Oíche chiún (Silent Night)” ukazało się nakładem wytwórni Reprise i Warner w Stanach oraz w Australii. Ostatni raz piosenka została wydana w Stanach Zjednoczonych w 2006 roku na okolicznościowej EP Sounds of the Season

### Druga wersja – Chorale (2008)
Nowa aranżacja „Cichej Nocy” w wykonaniu Enyi ujrzała światło dzienne w 20 lat po pierwszej edycji utworu i znalazła się na albumie And Winter Came. W wywiadzie dla prasy, Enya oraz jej producent Nicky Ryan utrzymywali, że postęp techniczny, jaki dokonał się w ich studiu nagraniowym umożliwił realizację koncepcji dźwiękowej Ryana, zwanej „chórem jednego [głosu]” (ang. choir of one).

## Promocja
Poniższa tabela podsumowuje wykonania kolędy przez Enyę dla telewizji:
| Nazwa emisji / Stacji | Państwo         | Data            | Typ wykonania |
| --------------------- | --------------- | --------------- | ------------- |
| Christmas Show        | Wielka Brytania | 24 grudnia 1997 | Playback      |
| ITV                   | Wielka Brytania | grudzień 1988   | Playback      |
| This Morning          | Wielka Brytania | 4 grudnia 2008  | Playback      |